# Rektoratsgebäude Fiedlerstraße 27 (Dresden)

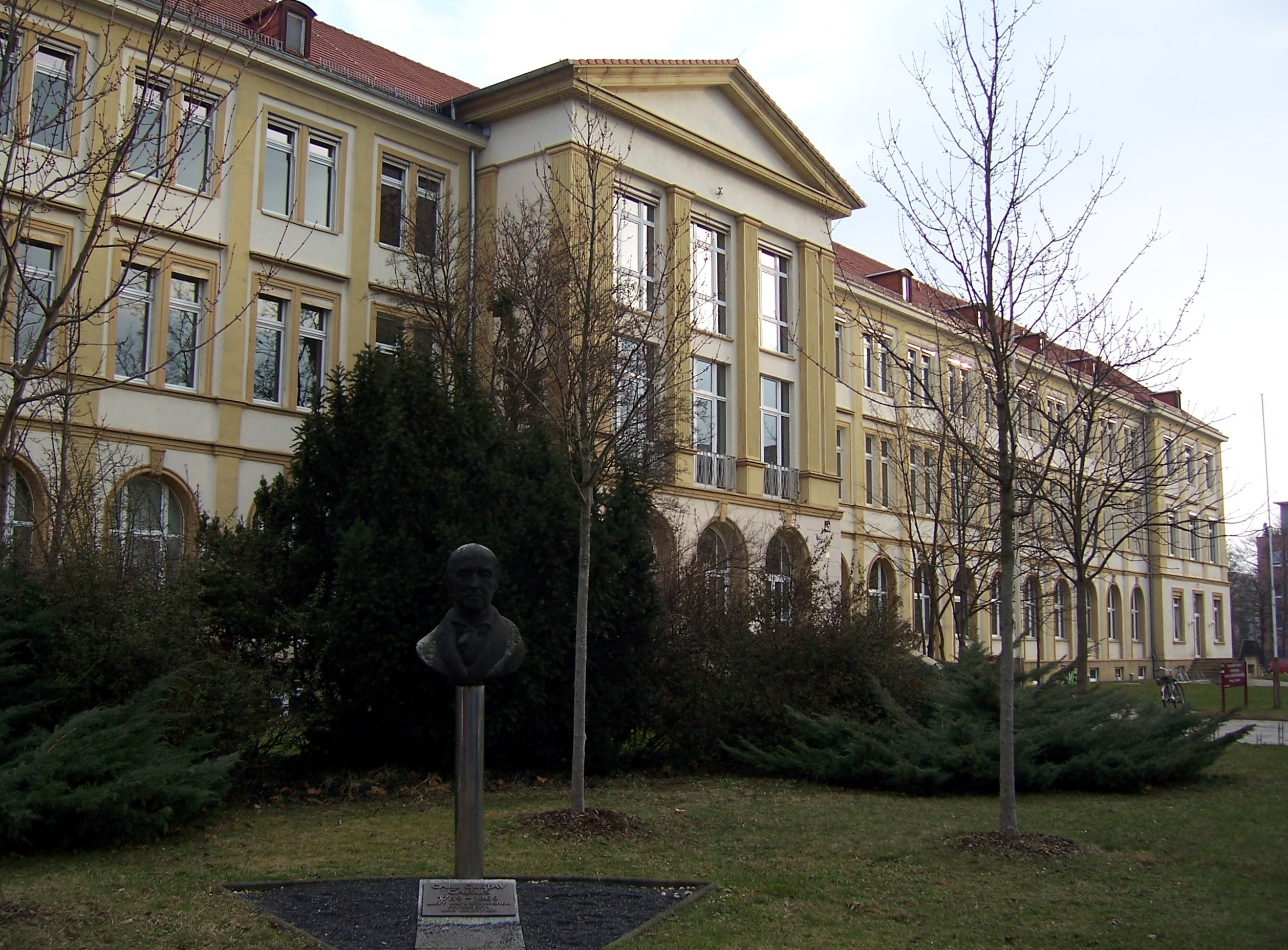
Ehemaliges Rektorats- und Vorlesungsgebäude

Das ehemalige Rektoratsgebäude Fiedlerstraße Nr. 27 war ein Lehrgebäude der ehemaligen Medizinischen Akademie „Carl Gustav Carus“. Auf dem Johannstädter Carus Campus ist es als Haus 40 das Dekanatsgebäude der Medizinischen Fakultät „Carl Gustav Carus“ der TU Dresden und beherbergt unter anderem die Zweigbibliothek Medizin der SLUB. Das denkmalgeschützte Gebäude gehört zum Stil des sozialistischen Klassizismus.

## Beschreibung
Das Gebäude wurde 1955/56 nach den Plänen der Architekten Heinz Mersiowsky und Helmut Regel errichtet. Der Bau besteht aus einem dreigeschossigen Verwaltungsbau und einem Hörsaalbau, der 300 Studierenden Platz bietet. Das Gebäude wurde in „traditioneller Bauweise“ errichtet. Schmuckstück ist der „stark betonte Mittelrisalit mit Giebeldreieck“, der an die Dresdner Bautradition und den Dresdner Barock erinnert. Der Mittelrisalit hat eine Frontlänge, die drei Fensterachsen breit ist. Auf Erdgeschosshöhe befinden sich Rundbogentüren. Die beiden Obergeschosse werden von Pilastern zusammengefasst. An den Ecken des Risalits befindet sich jeweils ein Paar Eckpilaster. Die Pilaster tragen einen Architrav mit Giebeldreieck. Lisenen gliedern die Obergeschosse der übrigen Fassade.

## Geschichte

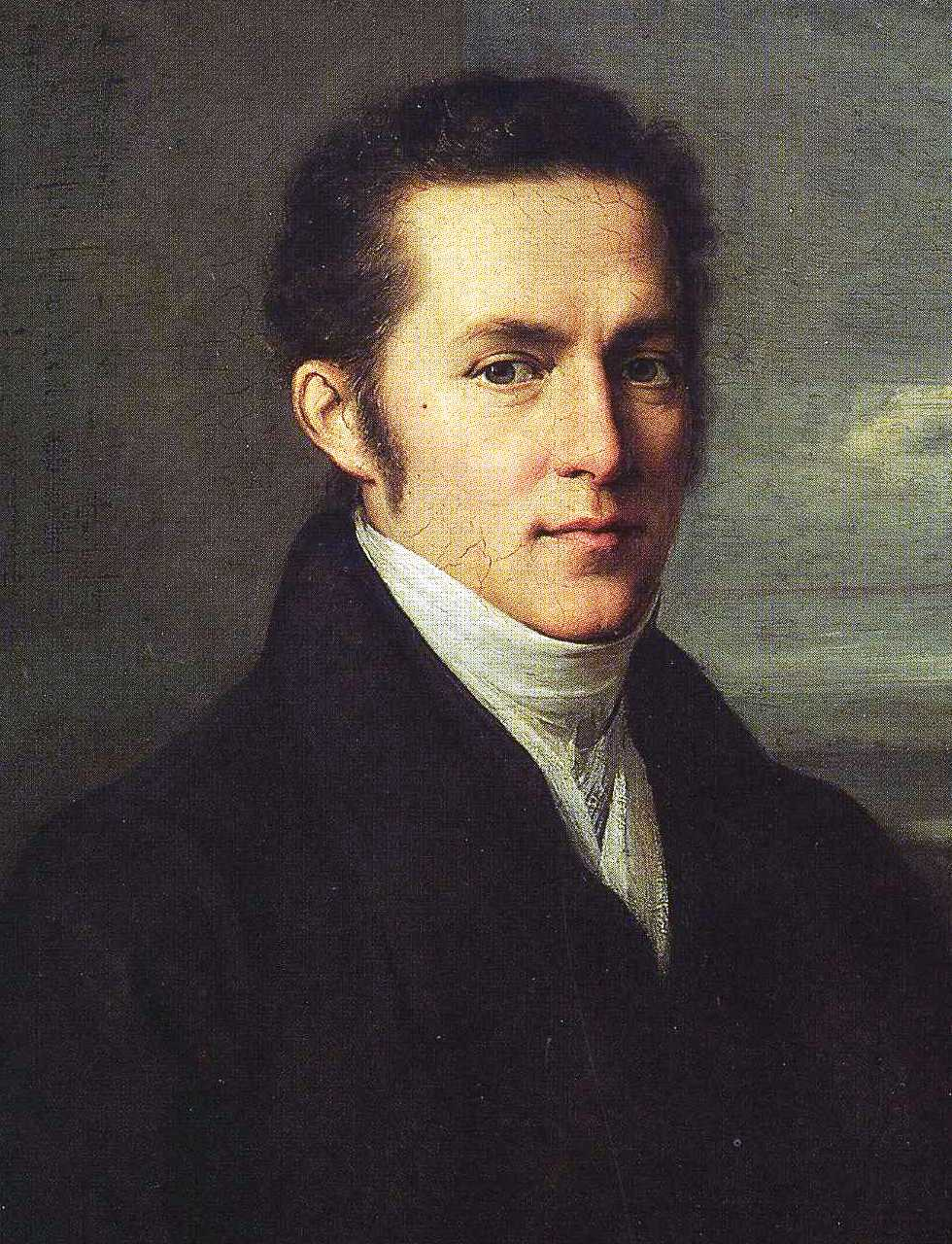
Carl Gustav Carus, Namensgeber der Akademie

Vorläufer der Akademie waren das Collegium medico-chirurgicum (1748) und die Chirurgisch-Medizinische Akademie zu Dresden (1815), an der Carl Gustav Carus als Professor wirkte. Die Akademie war im Kurländer Palais und später im Stadtkrankenhaus im Dresdner Stadtteil Johannstadt beheimatet. Am 7. September 1954 wurde die Medizinische Akademie „Carl Gustav Carus“ in Dresden gegründet und mit der Wende 1990 aufgelöst.